# Топорково (Туринський міський округ)
Топорко́во (рос. Топорково) — присілок у складі Туринського міського округу Свердловської області.
Населення — 4 особи (2010, 6 у 2002).
Національний склад населення станом на 2002 рік: росіяни — 83 %.